# David Lang
David Lang, född 1957 i Los Angeles, är en amerikansk kompositör.  1989 avlade Lang en doktorsexamen i musik vid Yale universitetet efter att tidigare ha studerat vid Iowas universitet liksom Stanfords universitet.  Bland annat har han gjort sig känd för att komponera The Little Match Girl Passion som för vilken han belönades med Pulitzer Prize och en Grammy Award. Han har även komponerat musik till baletten Plainspoken samt filmerna Youth, The Great Beauty och Requiem for a Dream. Han är bosatt i New York.

## Priser och utmärkelser
- Rome Prize (1991)
- Bessie Award (1999)
- Obie Award (2000)
- Pulitzer Prize in Music (2008)
- Grammy Award for Best Small Ensemble Performance (2009)
- Musical America Composer of the Year (2013)
- Royal Philharmonic Society Music Award (2017)